# Mitroj Krszti
Mitroj Krszti (macedónul: Митрој Крсти) település Észak-Macedóniában, a Pologi körzet Gosztivari járásában.

## Népesség
| Lakosok száma | 119  | 142  | 87   | 40   | 11   | 1    |      | 9    |
|               | 1948 | 1953 | 1961 | 1971 | 1981 | 1991 | 1994 | 2021 |

2002-ben lakatlan település.